# Lilium pyrenaicum

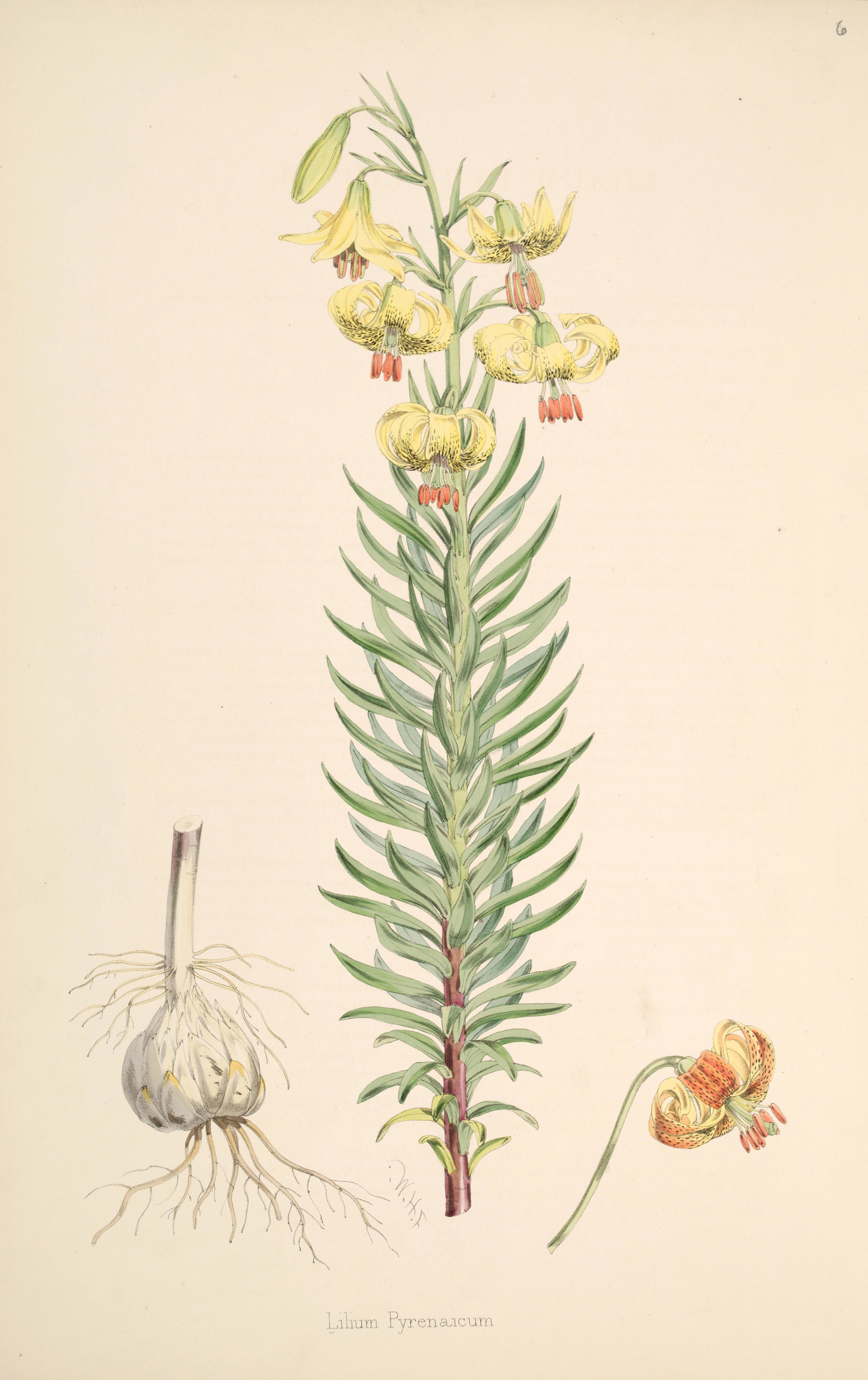
Lilium pyrenaicum ilustração de Walter Hood Fitch.

Lilium pyrenaicum é uma espécie de planta com flor, pertencente à família Liliaceae.
A planta é nativa dos Pirenéus de onde vem o seu nome, das regiões do sul da França e norte da Espanha.

## Variedades
- Lilium pyrenaicum var. rubrum Marshall 1929
- Lilium pyrenaicum subsp. ponticum K.Koch 1849
- Lilium pyrenaicum subsp. carniolicum